# Доцент
Доцент (од латинског docere - учити) је самостални предавач на факултету, по степену виши од асистента, а нижи од ванредног професора.
У звање доцента је могуће бити изабран на факултетској установи после одбрањеног доктората.
У Немачкој, доцент означава академску титулу на универзитету или сличним институцијама. „Приватдоцент“ означава (уз одређене услове) оне који успешно заврше Хабилитацију.
У многим државама, са академском традицијом са немачког подручја, „доцент“ је академско звање испод професора. Оваква ситуација је у Србији, Чешкој Републици, Мађарској, Словачкој и Хрватској.
Према Закону о научноистраживачкој делатности у Републици Србији, звање доцента одговара звању научни сарадник.
У Пољској је ова титула била обавезна у циљу постајања професора (редовног професора).
У САД академски ниво доцента је "assistant professor", а у Француској - "maître de conférences".